# A Miért éppen Alaszka? epizódjainak listája
Itt található a Miért éppen Alaszka? című televíziós sorozat epizódlistája.

## Évados áttekintés
| Évad | Évad | Epizódok | Eredeti sugárzás     | Eredeti sugárzás    | Eredeti adó | Magyar sugárzás   | Magyar sugárzás     | Első magyar adó                                                           |
| Évad | Évad | Epizódok | Évadpremier          | Évadfinálé          | Eredeti adó | Évadpremier       | Évadfinálé          | Első magyar adó                                                           |
| ---- | ---- | -------- | -------------------- | ------------------- | ----------- | ----------------- | ------------------- | ------------------------------------------------------------------------- |
|      | 1    | 8        | 1990. július 12.     | 1990. augusztus 30. | CBS         | 1994. október 25  | 1994. december 13   | MTV1                                                                      |
|      | 2    | 7        | 1991. április 8.     | 1991. május 20.     | CBS         | 1994. december 20 | 1995. január 31     | MTV1                                                                      |
|      | 3    | 23       | 1991. szeptember 23. | 1992. május 18.     | CBS         | 1995. február 7.  | 1999. március 27    | MTV1 (1-8., 9, 11,12, 14, 15,17,18. rész) TV2 (7, 10,13, 16, 19-23. rész) |
|      | 4    | 25       | 1992. szeptember 28. | 1993. május 24.     | CBS         | 1999. április 3   | 1999. szeptember 4. | TV2                                                                       |
|      | 5    | 24       | 1993. szeptember 20. | 1994. május 23.     | CBS         | 2008. május 21    | 2008. június 23     | Viasat3                                                                   |
|      | 6    | 23       | 1994. szeptember 19. | 1995. július 26.    | CBS         | 2008. június 24   | 2008. július 24     | Viasat3                                                                   |

A Magyar Televízió nem az eredeti sorrendben vetítette az epizódokat, az MTV-s vetítési sorrend az alábbi volt:
| Epizód szám | Eredeti sorszám | Vetítési időpont | Epizód címe                  |
| ----------- | --------------- | ---------------- | ---------------------------- |
| 29/1        | S1E01           | 1994.10.25       | Utazás a Riviérára           |
| 29/2        | S1E02           | 1994.11.01       | Gondolkozz úgy, mint egy hal |
| 29/3        | S1E04           | 1994.11.08       | Esküvői előkészületek        |
| 29/4        | S1E03           | 1994.11.15       | Soapy Sanderson              |
| 29/5        | S1E08           | 1994.11.22       | Sarki fény                   |
| 29/6        | S1E05           | 1994.11.29       | Az orosz vírus               |
| 29/7        | S1E06           | 1994.12.06       | Az elfelejtett férj          |
| 29/8        | S1E07           | 1994.12.13       | Medvevadászat                |
| 29/9        | S2E01           | 1994.12.20       | TV-láz                       |
| 29/10       | S2E02           | 1994.12.27       | A megváltó csók              |
| 29/11       | S2E04           | 1995.01.03       | Az álom                      |
| 29/12       | S2E03           | 1995.01.10       | Hiúságok hiúsága             |
| 29/13       | S2E05           | 1995.01.17       | Tavaszi láz                  |
| 29/14       | S2E06           | 1995.01.24       | Háború és béke               |
| 29/15       | S2E07           | 1995.01.31       | Egy lassú tánc               |
| 29/16       | S3E05           | 1995.02.07       | Joel és Jules                |
| 29/17       | S3E01           | 1995.02.14       | Ádám és Éva                  |
| 29/18       | S3E02           | 1995.02.21       | A vak Cupidó                 |
| 29/19       | S3E06           | 1995.02.28       | Pierre naplója               |
| 29/20       | S3E04           | 1995.03.07       | Visszatérés                  |
| 29/21       | S3E03           | 1995.03.14       | Kényszerleszállás            |
| 29/22       | S3E15           | 1995.03.21       | Élljen a demokrácia          |
| 29/23       | S3E08           | 1995.03.28       | Vadászkaland                 |
| 29/24       | S3E11           | 1995.04.04       | Panaszkodó fák               |
| 29/25       | S3E17           | 1995.04.11       | Túlvilági hangok             |
| 29/26       | S3E12           | 1995.04.18       | A törzs új tagja             |
| 29/27       | S3E14           | 1995.04.25       | Pusztulás és teremtés        |
| 29/28       | S3E09           | 1995.05.02       | Valóság és káprázat          |
| 29/29       | S3E18           | 1995.05.09       | Apai örömök                  |

A TV2 1998. június 30-án kezdet ismételni a sorozatot az MTV vetítési sorrendjében. Az utolsó MTV-n vetített rész után 1999. január 30-ától a hiányok pótlása, majd a 4. évad következett. A sorozat első része kedden este, a 2. - 6. részek szerdán este kerültek adásba. A 7. résztől szombatra került a műsor, kezdetben 15:00 körül, majd egyre korábbi, hetente változó időpontba. Az utolsó két alkalommal (1999. augusztus 28-án és szeptember 4-én) két-két epizód került adásba, a 4. évad utolsó részével befejeződött a sorozat a TV2-n.
2008. február 25-én a Viasat 3 kezdte sugározni a sorozatot hétköznap délutánonként, ezúttal az eredeti sorrendben, de jogi okok miatt a 4. rész kihagyásával. Ez alkalommal végig ment a sorozat, végig állandó időpontban. 

## 1. évad (1990)
| Sor. | Év. | Cím                                                                  | Rendező        | Író                                                       | Premier                                                                                             | Nézettség    |
| ---- | --- | -------------------------------------------------------------------- | -------------- | --------------------------------------------------------- | --------------------------------------------------------------------------------------------------- | ------------ |
| 1.   | 1.  | Utazás a Riviérára (Pilot)                                           | Joshua Brand   | Joshua Brand és John Falsey                               | 1990. július 12. 1994. október 25 (MTV), 1998. június 30. (TV2), 2008. február 25. (Viasat3)        | 13,50 millió |
| 2.   | 2.  | Gondolkozz úgy, mint a hal! (Brains, Know-How & Native Intelligence) | Peter O'Fallon | Stuart Stevens                                            | 1990. július 19. 1994. november 1. (MTV), 1998. július 7. (TV2), 2008. február 26. (Viasat3)        | 14,20 millió |
| 3.   | 3.  | Soapy Sanderson (Soapy Sanderson)                                    | Steve Cragg    | Történet: Karen Hall és Jerry Stahl Tévéjáték: Karen Hall | 1990. július 26. 1994. november 15. (MTV), 1998. július 22. (TV2), 2008. február 27. (Viasat3)      | 12,90 millió |
| 4.   | 4.  | Esküvői előkészületek (Dreams, Schemes and Putting Greens)           | Dan Lerner     | Sean Clark                                                | 1990. augusztus 2. 1994. november 8. (MTV), 1998. július 15. (TV2)                                  | 13,30 millió |
| 5.   | 5.  | Az orosz vírus (The Russian Flu)                                     | David Carson   | David Assael                                              | 1990. augusztus 9. 1994. november 29. (MTV), 1998. augusztus 5. (TV2), 2008. február 28. (Viasat3)  | 13,20 millió |
| 6.   | 6.  | Az elfelejtett férj (Sex, Lies and Ed's Tapes)                       | Sandy Smolan   | Joshua Brand és John Falsey                               | 1990. augusztus 16. 1994. december 6. (MTV), 1998. augusztus 12. (TV2), 2008. február 29. (Viasat3) | 13,70 millió |
| 7.   | 7.  | Medvevadászat (A Kodiak Moment)                                      | Max Tash       | Steve Wasserman és Jessica Klein                          | 1990. augusztus 23. 1994. december 13. (MTV), 1998. augusztus 19. (TV2), 2008. március 3. (Viasat3) | 14,40 millió |
| 8.   | 8.  | Sarki fény (Aurora Borealis: A Fairy Tale for Grown-Ups)             | Peter O'Fallon | Charles Rosin                                             | 1990. augusztus 30. 1994. november 22. (MTV), 1998. július 29. (TV2), 2008. március 4. (Viasat3)    | 13,00 millió |

## 2. évad (1991)
| Sor. | Év. | Cím                              | Rendező         | Író                              | Premier                                                                                           | Nézettség    |
| ---- | --- | -------------------------------- | --------------- | -------------------------------- | ------------------------------------------------------------------------------------------------- | ------------ |
| 9.   | 1.  | TV-láz (Goodbye to All That)     | Stuart Margolin | Robin Green                      | 1991. április 8. 1994. december 20. (MTV), 1998. augusztus 26. (TV2), 2008. március 5. (Viasat3)  | 19,70 millió |
| 10.  | 2.  | A megváltó csók (The Big Kiss)   | Sandy Smolan    | Henry Bromell                    | 1991. április 15. 1994. december 27. (MTV), 1998. szeptember 2. (TV2), 2008. március 6. (Viasat3) | 18,50 millió |
| 11.  | 3.  | Hiúságok hiúsága (All Is Vanity) | Nick Marck      | Andrew Schneider és Diane Frolov | 1991. április 22. 1994. január 10. (MTV), 1998. szeptember 19. (TV2), 2008. március 7. (Viasat3)  | 17,50 millió |
| 12.  | 4.  | Álom, álom (What I Did for Love) | Steve Robman    | Ellen Herman                     | 1991. április 29. 1994. január 3. (MTV), 1998. szeptember 12. (TV2), 2008. március 10. (Viasat3)  | 13,40 millió |
| 13.  | 5.  | Tavaszi láz (Spring Break)       | Rob Thompson    | David Assael                     | 1991. május 6. 1994. január 17. (MTV), 1998. szeptember 26. (TV2), 2008. március 11. (Viasat3)    | 17,30 millió |
| 14.  | 6.  | Háború és béke (War and Peace)   | Bill D'Elia     | Robin Green és Henry Bromell     | 1991. május 13. 1994. január 24. (MTV), 1998. október 3. (TV2), 2008. március 12. (Viasat3)       | 15,90 millió |
| 15.  | 7.  | Egy lassú tánc (Slow Dance)      | David Carson    | Diane Frolov és Andrew Schneider | 1991. május 20. 1994. január 31. (MTV), 1998. október 10. (TV2), 2008. március 13. (Viasat3)      | 18,60 millió |

## 3. évad (1991-1992)
| Sor. | Év. | Cím                                            | Rendező          | Író                                               | Premier                                                                                            | Nézettség    |
| ---- | --- | ---------------------------------------------- | ---------------- | ------------------------------------------------- | -------------------------------------------------------------------------------------------------- | ------------ |
| 16.  | 1.  | Ádám és Éva (The Bumpy Road to Love)           | Nick Marck       | Martin Sage és Sybill Adelman                     | 1991. szeptember 23. 1994. február 14. (MTV), 1998. október 24. (TV2), 2008. március 14. (Viasat3) | 23,50 millió |
| 17.  | 2.  | A vak Kupidó (Only You)                        | Bill D'Elia      | Ellen Herman                                      | 1991. szeptember 30. 1994. február 21. (MTV), 1998. október 31. (TV2), 2008. március 17. (Viasat3) | 22,50 millió |
| 18.  | 3.  | Kényszerleszállás (Oy, Wilderness)             | Miles Watkins    | Robin Green                                       | 1991. október 7. 1994. március 14. (MTV), 1998. november 21. (TV2), 2008. március 18. (Viasat3)    | 22,20 millió |
| 19.  | 4.  | Visszatérés (Animals R Us)                     | Nick Marck       | Robin Green                                       | 1991. október 14. 1994. március 7. (MTV), 1998. november 14. (TV2), 2008. március 19. (Viasat3)    | 21,80 millió |
| 20.  | 5.  | Joel és Jules (Jules et Joel)                  | Jim Hayman       | Stuart Stevens                                    | 1991. október 28. 1994. február 7. (MTV), 1998. október 17. (TV2), 2008. március 20. (Viasat3)     | 20,40 millió |
| 21.  | 6.  | Pierre naplója (The Body in Question)          | David Carson     | Henry Bromell                                     | 1991. november 4. 1994. február 28. (MTV), 1998. november 7. (TV2), 2008. március 21. (Viasat3)    | 21,80 millió |
| 22.  | 7.  | Gyökerek (Roots)                               | Sandy Smolan     | Dennis Koenig és Jordan Budde                     | 1991. november 11. 1999. január 30. (TV2), 2008. március 24. (Viasat3)                             | 21,40 millió |
| 23.  | 8.  | Vadászkaland (A-Hunting We Will Go)            | Bill D'Elia      | Craig Volk                                        | 1991. november 18. 1994. március 28. (MTV), 1998. december 5. (TV2), 2008. március 25. (Viasat3)   | 20,90 millió |
| 24.  | 9.  | Valóság és káprázat (Get Real)                 | Michael Katleman | Diane Frolov és Andrew Schneider                  | 1991. december 9. 1994. május 2. (MTV), 1999. január 16. (TV2), 2008. március 26. (Viasat3)        | 21,20 millió |
| 25.  | 10. | Szöuli ivadék (Seoul Mates)                    | Jack Bender      | Diane Frolov és Andrew Schneider                  | 1991. december 16. 1998. február 6. (TV2), 2008. március 27. (Viasat3)                             | 23,30 millió |
| 26.  | 11. | Panaszkodó fák (Dateline: Cicely)              | Michael Fresco   | Jeff Melvoin                                      | 1992. január 6. 1994. április 4. (MTV), 1998. december 12. (TV2), 2008. március 28. (Viasat3)      | 23,50 millió |
| 27.  | 12. | A törzs új tagja (Our Tribe)                   | Lee Shallat      | David Assael                                      | 1992. január 13. 1994. április 18. (MTV), 1999. január 2. (TV2), 2008. március 31. (Viasat3)       | 23,10 millió |
| 28.  | 13. | Kiveszőben lévő holmik (Things Become Extinct) | Dean Parisot     | Történet: Mitchell Burgess Tévéjáték: Robin Green | 1992. január 20. 1999. február 13. (TV2), 2008. április 1. (Viasat3)                               | 23,10 millió |
| 29.  | 14. | Pusztulás és teremtés (Burning Down the House) | Rob Thompson     | Robin Green                                       | 1992. február 3. 1994. április 25. (MTV), 1999. január 9. (TV2), 2008. április 2. (Viasat3)        | 23,30 millió |
| 30.  | 15. | Éljen a demokrácia (Democracy in America)      | Michael Katleman | Jeff Melvoin                                      | 1992. február 24. 1994. március 21. (MTV), 1998. november 28. (TV2), 2008. április 3. (Viasat3)    | 21,50 millió |
| 31.  | 16. | A három cimbora (Three Amigos)                 | Matthew Nodella  | Mitchell Burgess és Robin Green                   | 1992. március 2. 1999. február 20. (TV2), 2008. április 4. (Viasat3)                               | 21,60 millió |
| 32.  | 17. | Túlvilági hangok (Lost and Found)              | Steve Robman     | Diane Frolov és Andrew Schneider                  | 1992. március 9. 1994. április 11. (MTV), 1998. december 19. (TV2), 2008. április 7. (Viasat3)     | 21,30 millió |
| 33.  | 18. | Apai örömök (My Mother, My Sister)             | Rob Thompson     | Kate Boutilier és Mitchell Burgess                | 1992. március 16. 1994. május 9. (MTV), 1999. január 23. (TV2), 2008. április 8. (Viasat3)         | 25,50 millió |
| 34.  | 19. | Újjászületés (Wake Up Call)                    | Nick Marck       | Diane Frolov és Andrew Schneider                  | 1992. március 23. 1999. február 27. (TV2), 2008. április 9. (Viasat3)                              | 26,90 millió |
| 35.  | 20. | A végső határ (The Finale Frontier)            | Tom Moore        | Jeffrey Vlaming                                   | 1992. április 27. 1999. március 6. (TV2), 2008. április 10. (Viasat3)                              | 21,40 millió |
| 36.  | 21. | Egy csók és más semmi (It Happened in Juneau)  | Michael Katleman | David Assael                                      | 1992. május 4. 1999. március 13. (TV2), 2008. április 11. (Viasat3)                                | 23,40 millió |
| 37.  | 22. | Menyegző (Our Wedding)                         | Nick Marck       | Diane Frolov és Andrew Schneider                  | 1992. május 11. 1999. március 20. (TV2), 2008. április 14. (Viasat3)                               | 23,50 millió |
| 38.  | 23. | Cicely (Cicely)                                | Rob Thompson     | Diane Frolov és Andrew Schneider                  | 1992. május 18. 1999. március 27. (TV2), 2008. április 15. (Viasat3)                               | 22,70 millió |

## 4. évad (1992-1993)
| Sor. | Év. | Cím                                                  | Rendező           | Író                              | Premier                                                                  | Nézettség    |
| ---- | --- | ---------------------------------------------------- | ----------------- | -------------------------------- | ------------------------------------------------------------------------ | ------------ |
| 39.  | 1.  | Születésnap (Northwest Passages)                     | Dean Parisot      | Robin Green                      | 1992. szeptember 28. 1999. április 3. (TV2), 2008. április 16. (Viasat3) | 24,90 millió |
| 40.  | 2.  | Napkórság (Midnight Sun)                             | Michael Katleman  | Michael Katleman                 | 1992. október 5. 1999. április 10. (TV2), 2008. április 17. (Viasat3)    | 22,20 millió |
| 41.  | 3.  | Semmi sem tökéletes (Nothing's Perfect)              | Nick Marck        | Diane Frolov és Andrew Schneider | 1992. október 12. 1999. április 17. (TV2), 2008. április 18. (Viasat3)   | 21,90 millió |
| 42.  | 4.  | Hősök (Heroes)                                       | Charles Braverman | Jeff Vlaming                     | 1992. október 19. 1999. április 24. (TV2), 2008. április 21. (Viasat3)   | 21,70 millió |
| 43.  | 5.  | Csalás és ámítás (Blowing Bubbles)                   | Rob Thompson      | Mark B. Perry                    | 1992. november 2. 1999. május 1. (TV2), 2008. április 22. (Viasat3)      | 22,90 millió |
| 44.  | 6.  | Máglyák (On Your Own)                                | Joan Tewkesbury   | Sy Rosen és Christian Williams   | 1992. november 9. 1999. május 8. (TV2), 2008. április 23. (Viasat3)      | 19,40 millió |
| 45.  | 7.  | Egy a millióból (The Bad Seed)                       | Randall Miller    | Mitchell Burgess                 | 1992. november 16. 1999. május 15. (TV2), 2008. április 24. (Viasat3)    | 19,80 millió |
| 46.  | 8.  | Hálaadás (Thanksgiving)                              | Michael Fresco    | David Assael                     | 1992. november 23. 1999. május 22. (TV2), 2008. április 25. (Viasat3)    | 21,60 millió |
| 47.  | 9.  | Nem vagyunk angyalok (Do the Right Thing)            | Nick Marck        | Diane Frolov és Andrew Schneider | 1992. november 30. 1999. május 29. (TV2), 2008. április 28. (Viasat3)    | 22,00 millió |
| 48.  | 10. | Bűn és bűnhődés (Crime and Punishment)               | Rob Thompson      | Jeff Melvoin                     | 1992. december 14. 1999. június 5. (TV2), 2008. április 29. (Viasat3)    | 21,50 millió |
| 49.  | 11. | Múlt és jövő (Survival of the Species)               | Dean Parisot      | Denise Dobbs                     | 1993. január 4. 1999. június 12. (TV2), 2008. április 30. (Viasat3)      | 22,90 millió |
| 50.  | 12. | Megvilágosodás (Revelations)                         | Daniel Attias     | Diane Frolov és Andrew Schneider | 1993. január 11. 1999. június 19. (TV2), 2008. május 1. (Viasat3)        | 23,40 millió |
| 51.  | 13. | Párosok (Duets)                                      | Win Phelps        | Geoffrey Neigher                 | 1993. január 18. 1999. június 26. (TV2), 2008. május 2. (Viasat3)        | 22,70 millió |
| 52.  | 14. | Otthon, édes otthon (Grosse Pointe, 48230)           | Michael Katleman  | Mitchell Burgess és Robin Green  | 1993. február 1. 1999. július 3. (TV2), 2008. május 5. (Viasat3)         | 24,00 millió |
| 53.  | 15. | Jó pap holtig tanul (Learning Curve)                 | Michael Vittes    | Jeff Vlaming                     | 1993. február 8. 1999. július 10. (TV2), 2008. május 6. (Viasat3)        | 20,80 millió |
| 54.  | 16. | Rossz szél (III Wind)                                | Rob Thompson      | Jeff Melvoin                     | 1993. február 15. 1999. július 17. (TV2), 2008. május 7. (Viasat3)       | 25,00 millió |
| 55.  | 17. | Szerelem, átkozott gyötrelem (Love's Labour Mislaid) | Joe Napolitano    | Jeff Melvoin                     | 1993. február 22. 1999. július 24. (TV2), 2008. május 8. (Viasat3)       | 21,40 millió |
| 56.  | 18. | Északi fény (Northern Lights)                        | Bill D'Elia       | Diane Frolov és Andrew Schneider | 1993. március 1. 1999. július 31. (TV2), 2008. május 9. (Viasat3)        | 21,90 millió |
| 57.  | 19. | Családi viszály (Family Feud)                        | Adam Arkin        | David Assael                     | 1993. március 8. 1999. augusztus 7. (TV2), 2008. május 12. (Viasat3)     | 20,80 millió |
| 58.  | 20. | Honvágy (Homesick)                                   | Nick Marck        | Jeff Vlaming                     | 1993. március 15. 1999. augusztus 14. (TV2), 2008. május 13. (Viasat3)   | 22,20 millió |
| 59.  | 21. | A nagy eszem-iszom (The Big Feast)                   | Rob Thompson      | Mitchell Burgess és Robin Green  | 1993. március 22. 1999. augusztus 21. (TV2), 2008. május 14. (Viasat3)   | 21,50 millió |
| 60.  | 22. | Kaddish (Kaddish for Uncle Manny)                    | Michael Lange     | Jeff Melvoin                     | 1993. május 3. 1999. augusztus 28. (TV2), 2008. május 15. (Viasat3)      | 19,70 millió |
| 61.  | 23. | Sár és vér (Mud and Blood)                           | Jim Charleston    | Diane Frolov és Andrew Schneider | 1993. május 10. 1999. augusztus 28. (TV2), 2008. május 16. (Viasat3)     | 17,30 millió |
| 62.  | 24. | Esküdt ellenségek (Sleeping with the Enemy)          | Frank Prinzi      | Mitchell Burgess és Robin Green  | 1993. május 17. 1999. szeptember 4. (TV2), 2008. május 19. (Viasat3)     | 18,30 millió |
| 63.  | 25. | Az öreg fa (Old Tree)                                | Michael Fresco    | Diane Frolov és Robin Green      | 1993. május 24. 1999. szeptember 4. (TV2), 2008. május 20. (Viasat3)     | 20,10 millió |

## 5. évad (1993-1994)
| Sor. | Év. | Cím                                                        | Rendező          | Író                              | Premier                                        | Nézettség    |
| ---- | --- | ---------------------------------------------------------- | ---------------- | -------------------------------- | ---------------------------------------------- | ------------ |
| 64.  | 1.  | Három orvos (Three Doctors)                                | Daniel Attias    | Diane Frolov és Andrew Schneider | 1993. szeptember 20. 2008. május 21. (Viasat3) | 21,30 millió |
| 65.  | 2.  | Az antiküzlet rejtélye (The Mystery of the Old Curio Shop) | Michael Fresco   | Rogers Turrentine                | 1993. szeptember 27. 2008. május 22. (Viasat3) | 20,70 millió |
| 66.  | 3.  | A csendes gyilkos (Jaws of Life)                           | Jim Charleston   | Mitchell Burgess és Robin Green  | 1993. október 4. 2008. május 23. (Viasat3)     | 20,40 millió |
| 67.  | 4.  | Különféle egók (Altered Egos)                              | John David Coles | Jeff Melvoin                     | 1993. október 11. 2008. május 26. (Viasat3)    | 20,60 millió |
| 68.  | 5.  | A folyó nem szeli ketté (A River Doesn't Run Through It)   | Nick Marck       | Jeff Melvoin                     | 1993. október 25. 2008. május 27. (Viasat3)    | 18,60 millió |
| 69.  | 6.  | A sors (Birds of a Feather)                                | Mark Horowitz    | Mitchell Burgess és Robin Green  | 1993. november 1. 2008. május 28. (Viasat3)    | 19,30 millió |
| 70.  | 7.  | A filmfesztivál (Rosebud)                                  | Michael Fresco   | Barbara Hall                     | 1993. november 8. 2008. május 29. (Viasat3)    | 16,10 millió |
| 71.  | 8.  | A zöld manó (Heal Thyself)                                 | Michael Katleman | Diane Frolov és Andrew Schneider | 1993. november 15. 2008. május 30. (Viasat3)   | 21,20 millió |
| 72.  | 9.  | A meglepetés (A Cup of Joe)                                | Michael Lange    | Mitchell Burgess és Robin Green  | 1993. november 22. 2008. június 2. (Viasat3)   | 19,20 millió |
| 73.  | 10. | Az első hó (First Snow)                                    | Daniel Attias    | Diane Frolov és Andrew Schneider | 1993. december 13. 2008. június 3. (Viasat3)   | 19,40 millió |
| 74.  | 11. | Bébi blúz (Baby Blues)                                     | Jim Charleston   | Barbara Hall                     | 1994. január 3. 2008. június 4. (Viasat3)      | 20,70 millió |
| 75.  | 12. | Álomfejtés (Mr. Sandman)                                   | Michael Fresco   | David Chase és Diane Frolov      | 1994. január 10. 2008. június 5. (Viasat3)     | 20,20 millió |
| 76.  | 13. | Az atka csata (Mite Makes Right)                           | Michael Vittes   | Diane Frolov és Andrew Schneider | 1994. január 17. 2008. június 6. (Viasat3)     | 23,20 millió |
| 77.  | 14. | Megvilágosodva (A Bolt from the Blue)                      | Michael Lange    | Jeff Melvoin                     | 1994. január 24. 2008. június 9. (Viasat3)     | 22,40 millió |
| 78.  | 15. | Szeretlek (Hello, I Love You)                              | Michael Fresco   | Mitchell Burgess és Robin Green  | 1994. január 31. 2008. június 10. (Viasat3)    | 22,60 millió |
| 79.  | 16. | Északi vendégszeretet (Northern Hospitality)               | Oz Scott         | Barbara Hall                     | 1994. február 28. 2008. június 11. (Viasat3)   | 20,70 millió |
| 80.  | 17. | Kabinláz (Una Volta in L'Inverno)                          | Michael Vittes   | Jeff Melvoin                     | 1994. március 7. 2008. június 12. (Viasat3)    | 21,80 millió |
| 81.  | 18. | A hal-eset (Fish Story)                                    | Bill D'Elia      | Jeff Melvoin                     | 1994. március 14. 2008. június 13. (Viasat3)   | 20,00 millió |
| 82.  | 19. | Maggie ajándéka (The Gift of the Maggie)                   | Patrick McKee    | Mitchell Burgess és Robin Green  | 1994. március 28. 2008. június 16. (Viasat3)   | 19,80 millió |
| 83.  | 20. | A hit szárnyán (A Wing and a Prayer)                       | Lorraine Senna   | Mitchell Burgess és Robin Green  | 1994. április 11. 2008. június 17. (Viasat3)   | 20,10 millió |
| 84.  | 21. | Érzem ahogy mozog a Föld (I Feel the Earth Move)           | Michael Fresco   | Jed Seidel                       | 1994. május 2. 2008. június 18. (Viasat3)      | 18,40 millió |
| 85.  | 22. | Grand Prix (Grand Prix)                                    | Michael Lange    | Barbara Hall                     | 1994. május 9. 2008. június 19. (Viasat3)      | 14,60 millió |
| 86.  | 23. | Véradás (Blood Ties)                                       | Tom Moore        | Mitchell Burgess és Robin Green  | 1994. május 16. 2008. június 20. (Viasat3)     | 19,70 millió |
| 87.  | 24. | Szerelmesek és őrültek (Lovers and Madmen)                 | James Hayman     | Jeff Melvoin                     | 1994. május 23. 2008. június 23. (Viasat3)     | 14,30 millió |

## 6. évad (1994-1995)
| Sor. | Év. | Cím                                           | Rendező        | Író                                           | Premier                                         | Nézettség    |
| ---- | --- | --------------------------------------------- | -------------- | --------------------------------------------- | ----------------------------------------------- | ------------ |
| 88.  | 1.  | Vacsora fél nyolckor (Dinner at Seven-Thirty) | Michael Fresco | Diane Frolov és Andrew Schneider              | 1994. szeptember 19. 2008. június 24. (Viasat3) | 16,60 millió |
| 89.  | 2.  | Átverés és árverés (Eye of the Beholder)      | Jim Charleston | Mitchell Burgess és Robin Green               | 1994. szeptember 26. 2008. június 25. (Viasat3) | 18,80 millió |
| 90.  | 3.  | Az engesztelés napja (Shofar, So Good)        | James Hayman   | Jeff Melvoin                                  | 1994. október 3. 2008. június 26. (Viasat3)     | 17,60 millió |
| 91.  | 4.  | A levél (The Letter)                          | Jim Charleston | Meredith Stiehm                               | 1994. október 10. 2008. június 27. (Viasat3)    | 18,20 millió |
| 92.  | 5.  | A köpeny (The Robe)                           | Lorraine Senna | Sam Egan                                      | 1994. október 17. 2008. június 30. (Viasat3)    | 18,60 millió |
| 93.  | 6.  | Zárja (Zarya)                                 | Jim Charleston | Diane Frolov és Andrew Schneider              | 1994. október 31. 2008. július 1. (Viasat3)     | 15,80 millió |
| 94.  | 7.  | Teljes gőzzel előre (Full Upright Position)   | Oz Scott       | Mitchell Burgess és Robin Green               | 1994. november 7. 2008. július 2. (Viasat3)     | 18,10 millió |
| 95.  | 8.  | A szerelem keresztmetszete (Up River)         | Michael Fresco | Diane Frolov és Andrew Schneider              | 1994. november 14. 2008. július 3. (Viasat3)    | 18,20 millió |
| 96.  | 9.  | A tundra fiai (Sons of the Tundra)            | Michael Vittes | Jeff Melvoin                                  | 1994. november 28. 2008. július 4. (Viasat3)    | 18,60 millió |
| 97.  | 10. | Szex és politika (Realpolitik)                | Victor Lobl    | Sam Egan                                      | 1994. december 12. 2008. július 7. (Viasat3)    | 18,10 millió |
| 98.  | 11. | A hatalmas gomba (The Great Mushroom)         | James Hayman   | Diane Frolov és Andrew Schneider              | 1995. január 4. 2008. július 8. (Viasat3)       | 13,80 millió |
| 99.  | 12. | Mi Casa, Su Casa (Mi Casa, Su Casa)           | Daniel Attias  | Mitchell Burgess és Robin Green               | 1995. január 11. 2008. július 9. (Viasat3)      | 13,60 millió |
| 100. | 13. | Gerjedelem (Horns)                            | Michael Fresco | Jeff Melvoin                                  | 1995. január 18. 2008. július 10. (Viasat3)     | 15,30 millió |
| 101. | 14. | Az anyai átok (The Mommy's Curse)             | Michael Lange  | Mitchell Burgess és Robin Green               | 1995. február 1. 2008. július 11. (Viasat3)     | 12,20 millió |
| 102. | 15. | Kincsvadászat (The Quest)                     | Michael Vittes | Diane Frolov és Andrew Schneider              | 1995. február 8. 2008. július 14. (Viasat3)     | 16,20 millió |
| 103. | 16. | A parádé (Lucky People)                       | Janet Greek    | Diane Frolov és Andrew Schneider              | 1995. február 15. 2008. július 15. (Viasat3)    | 12,70 millió |
| 104. | 17. | A diploma (The Graduate)                      | James Hayman   | Sam Egan                                      | 1995. március 8. 2008. július 16. (Viasat3)     | 11,90 millió |
| 105. | 18. | Kis Itália (Little Italy)                     | Stephen Cragg  | Jeff Melvoin                                  | 1995. március 15. 2008. július 17. (Viasat3)    | 11,00 millió |
| 106. | 19. | Szívörvény (Balls)                            | Scott Paulin   | Jeff Melvoin                                  | 1995. április 6. 2008. július 18. (Viasat3)     | 8,60 millió  |
| 107. | 20. | Buszmegálló (Buss Stop)                       | Daniel Attias  | Mitchell Burgess és Robin Green               | 1995. április 24. 2008. július 21. (Viasat3)    | 12,30 millió |
| 108. | 21. | Kis Medve (Ursa Minor)                        | Patrick McKee  | Sam Egan                                      | 1995. július 12. 2008. július 22. (Viasat3)     | 7,90 millió  |
| 109. | 22. | Úgy táncolnék veled (Let's Dance)             | Michael Vittes | Sam Egan                                      | 1995. július 19. 2008. július 23. (Viasat3)     | 7,00 millió  |
| 110. | 23. | Nyugalom Bázis (Tranquility Base (Our Town))  | Michael Fresco | Mitchell Burgess, Robin Green és Jeff Melvoin | 1995. július 26. 2008. július 24. (Viasat3)     | 9,30 millió  |